# Eichendahlerhof
Eichendahlerhof ist eine Hofschaft in Remscheid in Nordrhein-Westfalen (Deutschland).

## Lage und Verkehrsanbindung
Eichendahlerhof liegt im südöstlichen Remscheid im statistischen Stadtteil Engelsburg des Stadtbezirks Lennep an der Landesstraße 412 unmittelbar neben dem größeren Ort Engelsburg. Weitere Nachbarorte sind Leverkusen, Repslöh, Eichenhof, Heydt, Oberfeldbach, Stöcken, Piepersberg, Bergerhöhe, Rademachershof und Lüdorf.

## Geschichte
Bereits im 19. Jahrhundert bestand an dieser Stelle ein Wohnplatz mit dem Namen Eichendahl. Die Topographische Aufnahme der Rheinlande und die Preußische Uraufnahme zeigen ein einzelnes Haus. In der zweiten Hälfte des 19. Jahrhunderts fiel der Ort zunächst wüst, bis in den 1960er Jahren ein landwirtschaftlicher Betrieb an dieser Stelle neu gegründet wurde. Zu dieser Zeit gehörte der Hof zu der Stadt Hückeswagen. Im Zuge der nordrhein-westfälischen Kommunalgebietsreform wurde am 1. Januar 1975 der östliche Bereich um Bergisch Born mit dem Eichenhof aus der Stadt Hückeswagen herausgelöst und in die Stadt Remscheid eingegliedert.
An dem Ort führte in der frühen Neuzeit die Bergische Eisenstraße vorbei, ein regional wichtiger Transportweg für Roheisen aus dem Siegener Raum. Die Altstraße ist auf der Topographia als Ÿſer-Stras eingezeichnet.